# روي هاربر
روي هاربر (بالإنجليزية: Roy Harper)‏ (و. 1941  م) هو مغن ومؤلف، وموسيقي، وعازف قيثارة بريطاني، ولد في مانشستر.

## التعليم
تعلم في King Edward VII and Queen Mary School ‏.

## روابط خارجية
- روي هاربر على موقع IMDb (الإنجليزية)
- روي هاربر على موقع ميوزك برينز (الإنجليزية)
- روي هاربر على موقع إن إن دي بي (الإنجليزية)
- روي هاربر على موقع أول ميوزيك (الإنجليزية)
- روي هاربر على موقع ديسكوغز (الإنجليزية)
- روي هاربر على موقع قاعدة بيانات الفيلم (الإنجليزية)